# 대전전민초등학교
대전전민초등학교는 대한민국 대전광역시 유성구에 있는 공립 초등학교다.

## 학교 연혁
- 1994년  3월  1일 대전전민국민학교 개교
- 1994년  3월  1일 18학급 편성
- 1994년  3월 31일 30학급 편성
- 1994년  5월  4일 대전전민국민학교 개교 기념식
- 1995년  3월  1일 37학급 편성
- 1996년  3월  1일 대전전민초등학교로 교명 변경
- 1996년 11월 28일 8개 교실 증축
- 2000년  2월 10일 운동장스프링클러 설치
- 2001년  8월 30일 전ㆍ후동 연결복도 완공
- 2003년  3월  1일 7개 교실 증축
- 2005년  3월  7일 청룡관 준공(1층 식당, 2층 특별실, 3층 강당)
- 2006년  2월  16일 제12회 363명 졸업(졸업생 총수 4299명)
- 2006년  3월  1일 제5대 최왕섭 교장 취임
- 2007년  2월 16일 제13회 310명 졸업(졸업생 총수 4609명)
- 2007년  3월  1일 51학급편성(일반 48, 귀국아 2, 특수 1)
- 2008년  2월 19일 제14회 304명 졸업(졸업생 총수 4913명)
- 2008년  3월  1일 51학급편성(일반 48, 귀국아 2, 특수 1)
- 2008년 10월 20일 도서관 현대화 사업, 지혜의 샘터 개관
- 2008년 12월 23일 대전광역시교육청 시종합장학 실시(우수학교 표창)
- 2009년  2월 19일 제15회 307명 졸업(졸업생 총수 5220명)
- 2009년  3월  1일 52학급편성(일반 49, 귀국아 2, 특수 1)
- 2009년  9월  1일 제6대 한병옥 교장 취임
- 2009년  3월  1일~2010년 2월 28일 대전광역시교육청 지정 다문화교육정책연구학교
- 2010년  2월 19일 제16회 302명 졸업(졸업생 총 수 4916명)
- 2010년  3월  1일 51학급 편성(일반 48, 귀국아 2, 특수 1)
- 2011년  2월 18일 제17회 300명 졸업(졸업생 총 수 5216명)
- 2011년  3월  1일 48학급 편성(일반 45, 귀국아 2, 특수 1)
- 2011년  3월  1일~2012년 2월 29일 대전광역시교육청 지정 귀국아 학급운영 시범 연구학교
- 2011년  3월  1일~2012년 2월 29일 대전광역시교육청 지정 2009 개정 교육과정 적용 선도 학교
- 2011년  9월  1일 제7대 최재선 교장 취임
- 2012년  2월 16일 제18회 274명 졸업(졸업생 총 수 5490명)
- 2012년  3월  1일 48학급 편성(일반 45, 귀국아 2, 특수 1)
- 2012년  3월  1일~2013년 2년 28일 대전광역시교육청 지정 특별학급 운영 연구시범학교
- 2013년  2월 13일 제19회 288명 졸업(졸업생 총 수 5778명)
- 2013년  3월  1일 48학급 편성(일반 45, 귀국아 2, 특수 1)
- 2013년  3월  1일~2014년 2년 28일 대전광역시교육청 지정 특별학급 운영 연구시범학교
- 2014년  2월 14일 제20회 243명 졸업 (졸업생 총 수 6021명)
- 2014년  3월  1일 제8대 김영석 교장 취임
- 2014년  3월  1일 50학급 편성(일반 47, 귀국아 2, 특수 1)
- 2014년  3월  1일~2015년 2월 28일 대전광역시교육청 지정 특별학급 운영 연구시범학교
- 2015년  2월  18일 제 21회 227명 졸업(졸업생 총수 6242명)
- 2015년  3월  1일 50학급 편성(일반학급 46, 귀국학생학급3, 특수학급1)
- 2015년  3월  1일~2017년 2월 28일 대전광역시교육청지정 귀국학생 특별학급 정책연구학교
- 2016년  2월 18일  제 22회 197명 졸업(졸업생 총수 7049명)
- 2016년  3월  1일  49학급 편성(일반학급 45, 귀국학생학급3, 특수학급1)
- 2016년  9월  1일  제9대 이재균 교장 취임
- 2017년  3월  1일  대전광역시교육청지정 다문화교육  정책연구학교(~2018년 2월 28일)
- 2020년  3월  1일  제10대 김영희 교장 취임
- 2022년  3월  1일  47학급 편성(일반학급 43, 특별학급3, 특수학급1)
- 2022년  2월 13일  제28회 졸업식(졸업생 191명 , 졸업생 총수 8,254명)
- 2022년  3월  1일  제11대 전현숙 교장 취임
- 2022년  3월  1일  47학급 편성(일반학급 43, 특별학급3, 특수학급1)
- 2022년  3월  1일  대전광역시교육청 지정 다문화교육 정책연구학교(~2024년 2월 29일)
- 2022년  3월  1일  학교사업선택제 운영(놀이통합교육, 녹색환경생태학교, 교과연계 도서구입비 지원, 지구행프로젝트)
- 2022년 10월 31일  급식실 현대화 사업, 내진 보강, 석면 제거, 외부창호· 냉난방기·조명 교체
- 2022년 10월 31일  1학년 교실 개선, 옥상 방수, 배관 정비, 정문 개선, 주차장 및 통학로 아스콘 포장
- 2022년 10월  4일  무궁화동산 조성
- 2023년 1월 12일   지능형 과학실 구축
- 2023년  2월 15일  제29회 졸업식(졸업생 182명, 졸업생 총수 8,436명)

## 참고 자료
- 대전전민초등학교 - 한국교육학술정보원 학교알리미